# 나우루-대만 관계
나우루-대만 관계는 1980년에 최초로 수립됐다. 2003년에 나우루가 중화인민공화국과 수교하며 중화민국과의 관계를 단절했다가 2005년에 다시 중화민국과 수교했고, 2024년에 재차 중화인민공화국과 수교하며 중화민국과 재단교했다.

## 역사

### 수교 및 단교
1980년 5월 4일 당시 나우루의 대통령 해머 드로버트가 중화민국을 방문하고 공식 수교했다. 그러나 2002년 7월 21일에 당시 나우루의 대통령 르네 해리스가 중화인민공화국과 수교하고 하나의 중국 원칙을 받아들였다. 이에 중화민국은 나우루와의 외교 관계를 끊었고, 중화인민공화국이 1억 3천 5백만 달러가 넘는 경제 원조로 나우루와의 친선을 샀다고 비판했다.

### 재수교

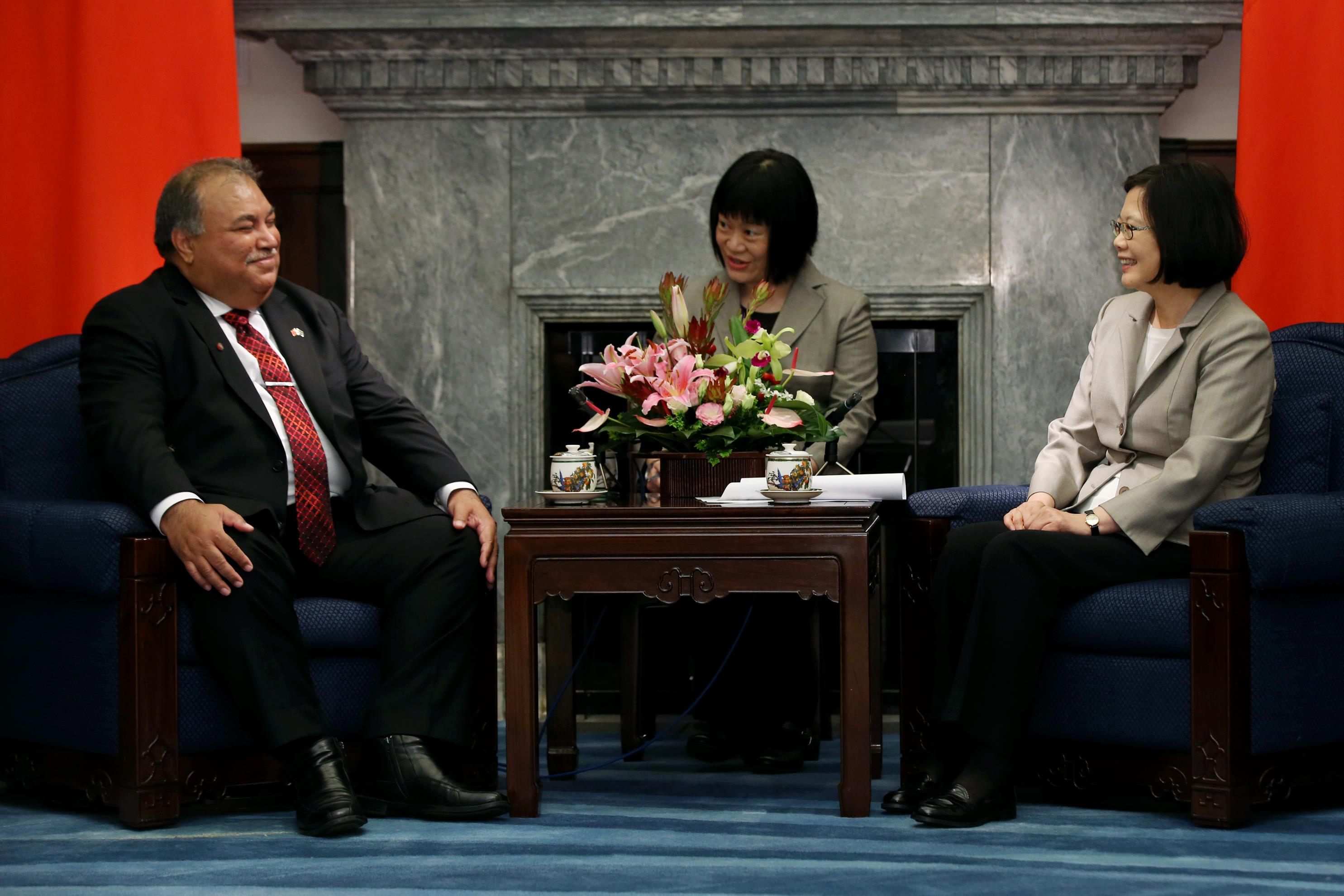
나우루의 대통령 배런 와카와 중화민국의 총통 차이잉원(2016년)

2003년 나우루는 베이징시에 새로 개설했던 대사관을 폐쇄했다. 2년 뒤 중화민국의 총통 천수이볜과 나우루의 대통령 루드윅 스코티가 마셜 제도에서 회동했고, 2005년 5월 14일에 나우루와 중화민국은 다시 수교했다. 2006년 9월 6일에는 천수이볜이 중화민국의 총통으로는 처음으로 나우루를 방문했다. 중화민국은 오스트레일리아와 함께 나우루의 양대 경제 지원국이었고, 나우루는 유엔에서 중화민국의 가입을 지지했다. 중화민국은 나우루의 유일한 병원에 전공의들을 파견하며 의료 지원을 제공했다. 한편 2006년에 한 시사지는 전해진 바에 따르면 스코티가 중화민국으로 가는 비행기에 타려고 할 때 중화인민공화국 외교관 무리가 소리를 지르며 다가오면서 스코티를 중화인민공화국으로 가는 비행기로 데리고 가려 했다고 주장했다.
스코티는 2007년에 재선에 성공했고, 그의 선거 운동 자금을 중화민국이 지원했다는 의혹이 일자 반대파는 이 자금을 뇌물에 비유하는 한편 스코티는 자금을 국민을 위해 쓸 것이라고 밝혔다. 2007년 3월 7일 전직 나우루 국회의장이었던 루드윅 케케가 나우루 최초의 주중화민국 대사로 중화민국의 총통 천수이볜에 신임장을 제정했다. 2007년 12월에 마커스 스티븐이 스코티의 뒤를 이어 나우루의 대통령이 됐고, 천수이볜은 축하 전화와 함께 중화민국의 끊임없는 지원을 약속하며 나우루의 변함없는 지지를 요청하는 한편 스티븐을 중화민국으로 초청했다.
2010년에 폭로된 케이블게이트에 따르면 중화민국은 나우루 정부의 각료들에게 지지의 대가로 매달 '수당'을 지급했고, 의원들에게도 그보다는 적은 양을 지급했다. 《브리즈번 타임스》는 한 의원은 중화민국이 지급한 수당을 그의 지역구에 있는 모든 학생들에게 매일 아침밥을 제공하는 데 썼다고 알려졌고, 다른 의원들은 그저 수당을 챙기며 만족했다고 전했으며, 또한 나우루의 정치를 잘 아는 전직 오스트레일리아 외교관의 주장을 빌어 스티븐 당시 대통령과 스코티 전직 대통령, 외교부장관 키어런 케케 모두 비밀리에 중화민국의 자금을 받았다고 밝혔다. 케이블게이트에 따르면 중화인민공화국 요원들도 나우루의 투표자들을 매수해 선거에 영향을 미치려 했으며, 2007년의 어느 한 때에만 최소 4만 달러를 썼다. 또한 한번은 오스트레일리아가 나우루에 중화민국과 단교하고 대신 중화인민공화국과 수교하라고 압박한 적이 있었으며 당시 나우루의 대통령이었던 스코티가 오스트레일리아가 신경쓸 바 아니라며 반대했다고 밝혔다.
2011년 11월 중화민국은 나우루에 제공하는 의료 지원 규모를 두 배로 늘리고 의료진을 5년 계약으로 파견하며, 1년에 두 번 파견하던 이동 의료진도 1년에 세 번 파견하기로 결정했다.
2018년 태평양 제도 포럼에서는 나우루 당국이 중화인민공화국 외교관들이 입국할 때 외교관 여권 대신 개인 여권만 받으려 하자 두 나라 사이에서 외교 마찰이 일어났다.

### 재단교
2024년 1월 15일 나우루는 중화민국과 단교한 뒤 중화인민공화국과 재수교하며 하나의 중국 원칙을 받아들이고 대만은 중화인민공화국의 한 부분이라고 인정했다. 재단교는 2024년 중화민국 총통 선거가 끝나고 이틀만에 이루어졌고 나우루가 축하의 입장을 밝혔어서 뜻밖으로 다가왔다. 이에 중화민국도 나우루와의 외교 관계를 끝내고 양자간 협력 계획을 중단했다. 중화민국의 외교부차장 톈중광은 나우루와의 단교가 중화인민공화국의 너절한 조치 때문이며 이는 민주주의에 대한 공격이자 국제 규범에 대한 도전이라고 주장했다. 민주진보당과 중국국민당, 대만민중당 인사들도 나우루의 재단교를 규탄하는 성명을 발표했다. 중화민국의 외교부장 우자오셰는 나우루의 난민 수용소 폐쇄 예정에 따른 재정상 어려움을 돕기 위해 중화민국과 미국, 오스트레일리아가 논의하던 가운데 중화인민공화국이 무제한 경제 원조를 빌미로 재수교했다고 주장했고, 중화민국 외교부는 성명을 내고 나우루와 중화인민공화국의 재수교는 나우루가 중화민국과 중화인민공화국이 제공하는 경제 원조의 규모를 저울질한 끝에 나왔다고 주장했다. 나우루는 1월 24일에 중화인민공화국과 공식적으로 외교 관계를 재수립했고, 베이징시에서 열린 수교식에서 중화인민공화국 외교부장 왕이는 중국식 현대화가 이끈 발전의 기회를 나우루와 공유할 용의가 있다고 약속했다. 1월 29일에는 주나우루 중화인민공화국 대사관이 다시 개관했다.

## 같이 보기
- 주나우루 중화민국 대사관